# Salasungo
Der Salasungo (auch Ganesh III) ist mit einer Höhe von 7043 m der vierthöchste Berg im Ganesh Himal.
Der Gipfel befindet sich an der Grenze zwischen der nepalesischen Verwaltungszone Bagmati und dem Autonomen Gebiet Tibet (Volksrepublik China).

## Besteigungsgeschichte
Am 19. Oktober 1979 gelang einer japanisch-nepalesischen Expedition (Hideo Ogura, Pemba Tshering Sherpa, Dawa Norbu Sherpa) die Erstbesteigung. Am 20. Oktober folgten ihnen die Japaner Mitsuyasu Maeda und Shinji Eguchi, die beiden Sherpas Mingma Tenzing und Tendi sowie Ogura zum zweiten Mal. Am 21. Oktober kam es zu einer erneuten Besteigung. Dieses Mal von  Takashi Kitahara und Makoto Yoko. Die Aufstiegsroute führte über die Nordwand zum Gipfel.